# من حياتي: الشعر والحقيقة
من حياتي: الشعر والحقيقة (بالألمانية: Aus meinem Leben: Dichtung und Wahrheit) ترجمة ذاتية بواسطة الأديب الألماني يوهان فولفغانغ فون غوته، يتحدث فيها عن حياته منذ طفولته حتى عام 1775 عندما كان على وشك مغادرة فايمار. الترجمة الذاتية تتكون من أربعة أجزاء، الأجزاء الثلاثة الأولى كُتبت بين 1811-1814 ونُشر الجزء الأول منها عام 1811 والثاني في العام 1812 بينما الرابع في 1814، وكتب غوته الجزء الأخير بين 1830-1831 ونُشر في 1883، وكل جزء من الأجزاء الأربعة يحتوي على خمسة كتب، وجميعها تغطي السنوات الستة والعشرين الأولى من حياة المؤلف. كتب غوته الترجمة ذاتية تزامناً مع تأليفه لروايته "سنوات تجوال فلهلم أو الزاهدون" (1821).

## وصلات خارجية
| - الشعر والحقيقة، على أرشيف الإنترنت. - الشعر والحقيقة، على كتب جوجل. - الشعر والحقيقة، على مكتبة جامعة هارفارد. | - الشعر والحقيقة، على مكتبة جامعة ميشيغان. - الشعر والحقيقة، على مكتبة جامعة كورنيل. - الشعر والحقيقة، على مكتبة جامعة ويسكونسن-ماديسون. |  |